# Club 760

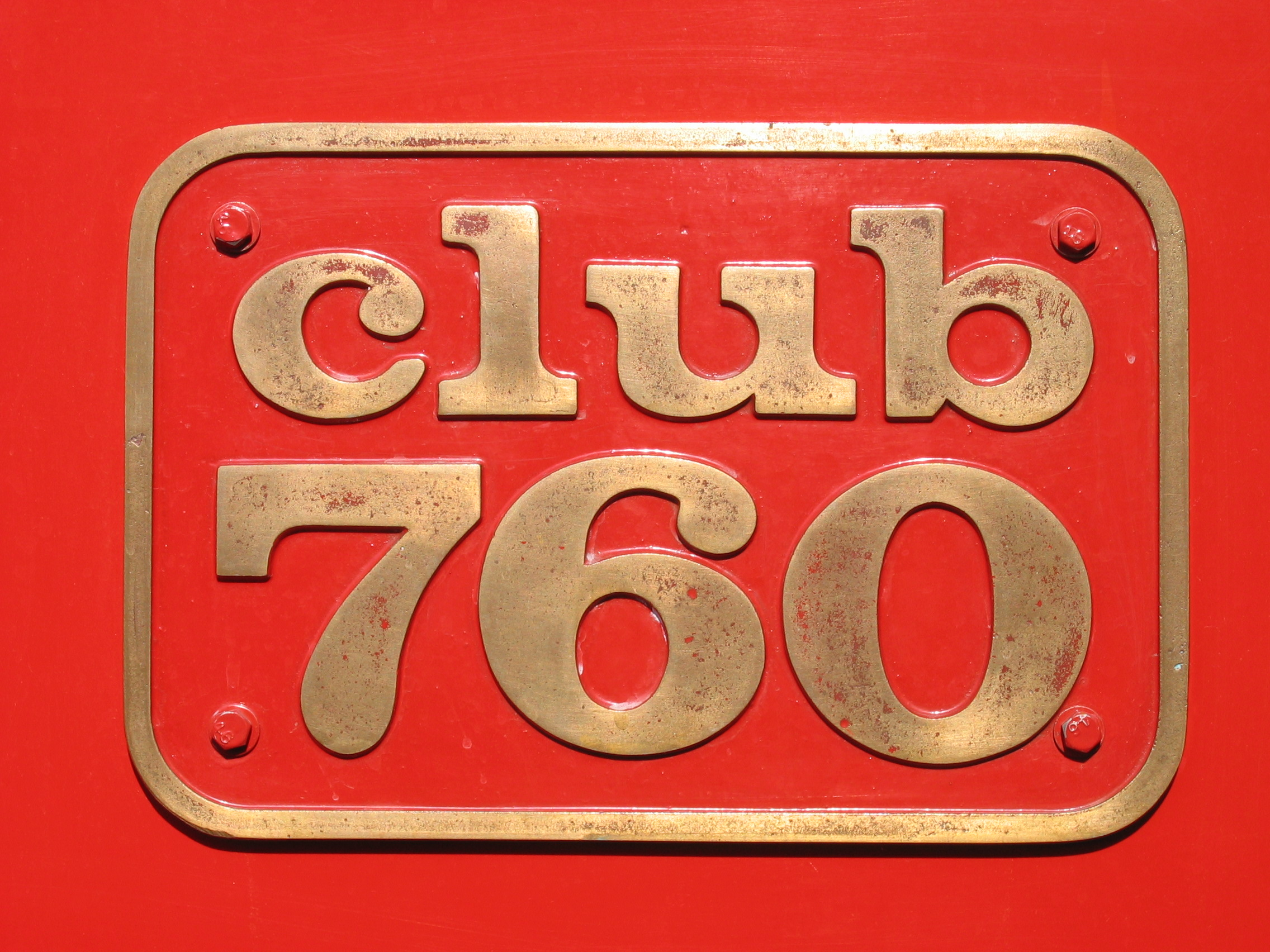
Eigentümeranschrift an Lok 699.01

Der Club 760 - Verein der Freunde der Murtalbahn, kurz Club 760 ist ein 1969 von Eisenbahnfreunden an der Murtalbahn in Salzburg gegründeter Verein mit dem Ziel der Traditionspflege von Schmalspurbahnen in bosnischer Spurweite (760 mm). Der Eisenbahnmanager Gunter Mackinger ist einer der beiden Obleute.
Neben Fahrzeugen verschiedener österreichischer bzw. altösterreichischer Schmalspurbahnen werden insbesondere auch Lokomotiven von den ehemals umfangreichen jugoslawischen Schmalspurnetzen der Nachwelt erhalten.
Die Fahrzeugsammlung des Vereins umfasst mit Stand 2012 mittlerweile 19 Schmalspurlokomotiven und 11 Wagen. Seit 1988 führt der Verein einen Museumsverkehr auf der Taurachbahn im Salzburger Lungau durch. Die Fahrzeughalle des Vereins in Frojach-Katsch ist an verschiedenen Terminen im Sommer zur Besichtigung geöffnet.

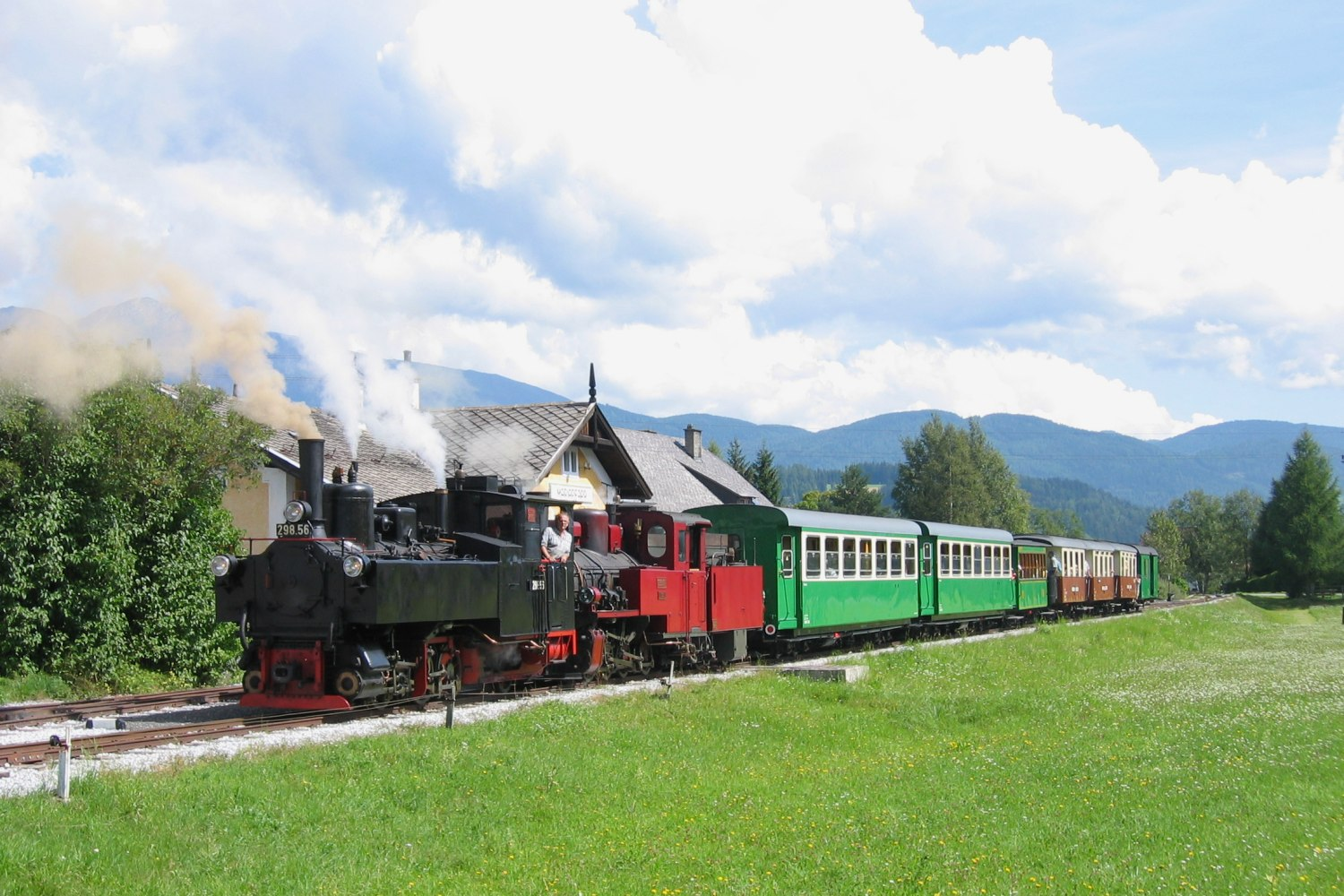
Zug der Taurachbahn mit 298.56 und 699.01 im Bahnhof Mariapfarr

## Öffentlichkeitsarbeit für die Murtalbahn
Der Club 760 wurde mit dem Ziel gegründet, einen Beitrag zum Erhalt der Murtalbahn in voller Länge zu leisten, unter anderem durch Öffentlichkeitsarbeit für die Strecke und die Dampfbummelzüge. Die ersten Personenwagen wurden beschafft und aufgearbeitet, um sie der Murtalbahn als Verstärkungswagen für die mittlerweile erfolgreichen Bummelzüge zur Verfügung zu stellen.

## Taurachbahn

### Geschichte

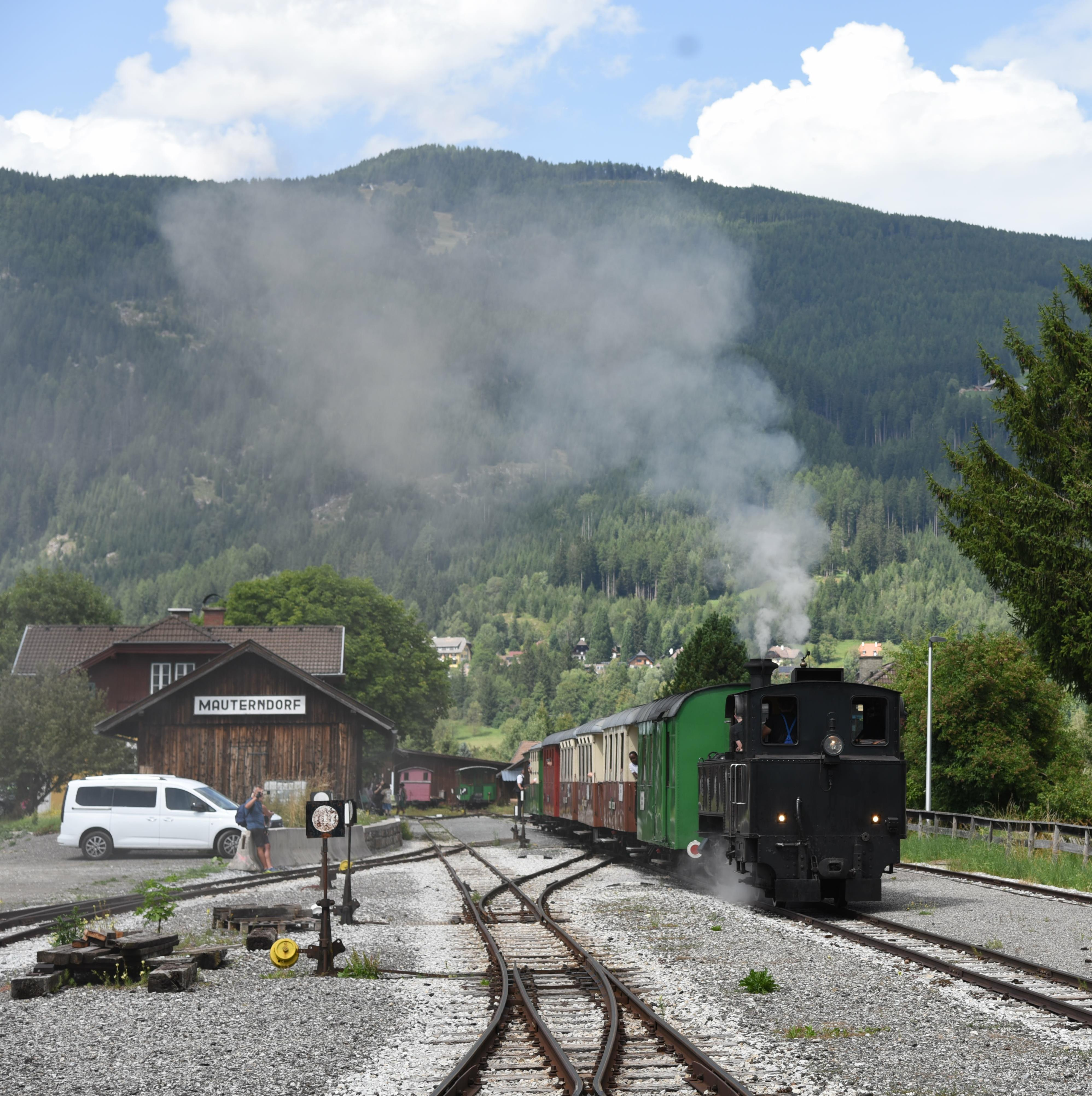
Mauterndorf mit SKLB 12

Als Taurachbahn wird das oberste im Lungau, Land Salzburg, gelegenen Teilstück der Murtalbahn von Tamsweg nach Mauterndorf bezeichnet. Im Jahr 1981 wurde es nach der schweren Beschädigung einer Brücke aus wirtschaftlichen Überlegungen eingestellt wurde. Der Verein Club 760, hatte es sich zum Ziel gesetzt, die Murtalbahn von Unzmarkt nach Mauterndorf in voller Länge zu erhalten. Dem Club gelang es, die Strecke Tamsweg – Mauterndorf ab 1. April 1982 zu pachten und in den Jahren 1983 bis 1987 durch die ehrenamtliche Arbeit seiner Mitglieder so in Stand zu setzen, dass im Jahr 1988 der von ihm gegründeten Taurachbahn-Ges.m.b.H. die Bewilligung für den „touristikbahnmäßigen Personenverkehr“ erteilt wurde. Die Taurachbahn wurde am 9. Juli 1988 eröffnet und wird seither in den Sommermonaten an den Wochenenden regelmäßig von Museumsbahnzügen befahren. Obwohl die Streckeninfrastruktur nach wie vor den Steiermärkische Landesbahnen gehört, ist die Taurachbahn ein eigenständiger Betrieb mit eigener ministerieller Betriebsgenehmigung.

### Strecke
| Streckenlänge: | 10,6 km                 |                                                       |                                                       |
| Spurweite: | 760 mm (Bosnische Spur) |                                                       |                                                       |
| |                         |                                                       |                                                       |
| \| \| 0,0 \| Sperrschuh / Anschluss an die Murtalbahn \| Sperrschuh / Anschluss an die Murtalbahn \| \| \| \| Lessachbach \| \| \| \| 0,3 \| Wölting \| 1036 m ü. A. \| \| \| 0,80 \| St. Andrä-Wölting Wendestelle „vorher“ wendender Züge \| St. Andrä-Wölting Wendestelle „vorher“ wendender Züge \| \| \| \| ehemaliger Anschluss Funcke \| \| \| \| \| ehemaliger Verlauf der Landesstraße 222 \| \| \| \| \| Göriachbach \| \| \| \| 1,00 \| Beginn Neutrassierung von 1984/85 \| Beginn Neutrassierung von 1984/85 \| \| \| 1,10 \| St. Andrä-Göriach \| St. Andrä-Göriach \| \| \| 1,20 \| St. Andrä-Andlwirt \| St. Andrä-Andlwirt \| \| \| 3,00 \| Ende Neutrassierung von 1984/85 \| Ende Neutrassierung von 1984/85 \| \| \| 3,00 \| Lintsching \| Lintsching \| \| \| 3,10 \| Lignitzbach \| Lignitzbach \| \| \| 5,30 \| Taurach \| Taurach \| \| \| 5,60 \| Mariapfarr \| Mariapfarr \| \| \| \| Gröbendorf \| \| \| \| 8,60 \| Steindorf-Fanningberg \| Steindorf-Fanningberg \| \| \| 10,6 \| Mauterndorf \| 1116 m ü. A. \| |                         |                                                       |                                                       |
| Kilometer-Wechsel | 0,0                     | Sperrschuh / Anschluss an die Murtalbahn              | Sperrschuh / Anschluss an die Murtalbahn              |
| Brücke über Wasserlauf |                         | Lessachbach                                           | Lessachbach                                           |
| Haltepunkt / Haltestelle | 0,3                     | Wölting                                               | 1036 m ü. A.                                          |
| Dienststation / Betriebs- oder Güterbahnhof | 0,80                    | St. Andrä-Wölting Wendestelle „vorher“ wendender Züge | St. Andrä-Wölting Wendestelle „vorher“ wendender Züge |
| Abzweig geradeaus und ehemals nach links |                         | ehemaliger Anschluss Funcke                           | ehemaliger Anschluss Funcke                           |
| Brücke |                         | ehemaliger Verlauf der Landesstraße 222               | ehemaliger Verlauf der Landesstraße 222               |
| Brücke über Wasserlauf |                         | Göriachbach                                           | Göriachbach                                           |
| Strecke von links · Abzweig ehemals geradeaus und nach rechts | 1,00                    | Beginn Neutrassierung von 1984/85                     | Beginn Neutrassierung von 1984/85                     |
| Strecke · Haltepunkt / Haltestelle (Strecke außer Betrieb) | 1,10                    | St. Andrä-Göriach                                     | St. Andrä-Göriach                                     |
| Haltepunkt / Haltestelle · Strecke (außer Betrieb) | 1,20                    | St. Andrä-Andlwirt                                    | St. Andrä-Andlwirt                                    |
| Strecke nach links · Abzweig ehemals geradeaus und von rechts | 3,00                    | Ende Neutrassierung von 1984/85                       | Ende Neutrassierung von 1984/85                       |
| Haltepunkt / Haltestelle | 3,00                    | Lintsching                                            | Lintsching                                            |
| Brücke über Wasserlauf | 3,10                    | Lignitzbach                                           | Lignitzbach                                           |
| Brücke über Wasserlauf | 5,30                    | Taurach                                               | Taurach                                               |
| Bahnhof | 5,60                    | Mariapfarr                                            | Mariapfarr                                            |
| Haltepunkt / Haltestelle |                         | Gröbendorf                                            | Gröbendorf                                            |
| ehemaliger Haltepunkt / Haltestelle | 8,60                    | Steindorf-Fanningberg                                 | Steindorf-Fanningberg                                 |
| Kopfbahnhof Streckenende | 10,6                    | Mauterndorf                                           | 1116 m ü. A.                                          |

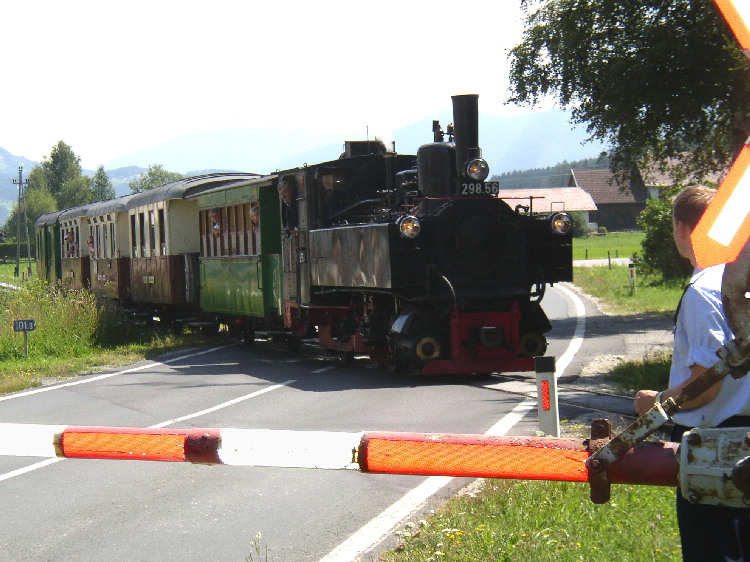
Die Taurachbahn kreuzt beim Bahnhof Mariapfarr die Landesstraße B95

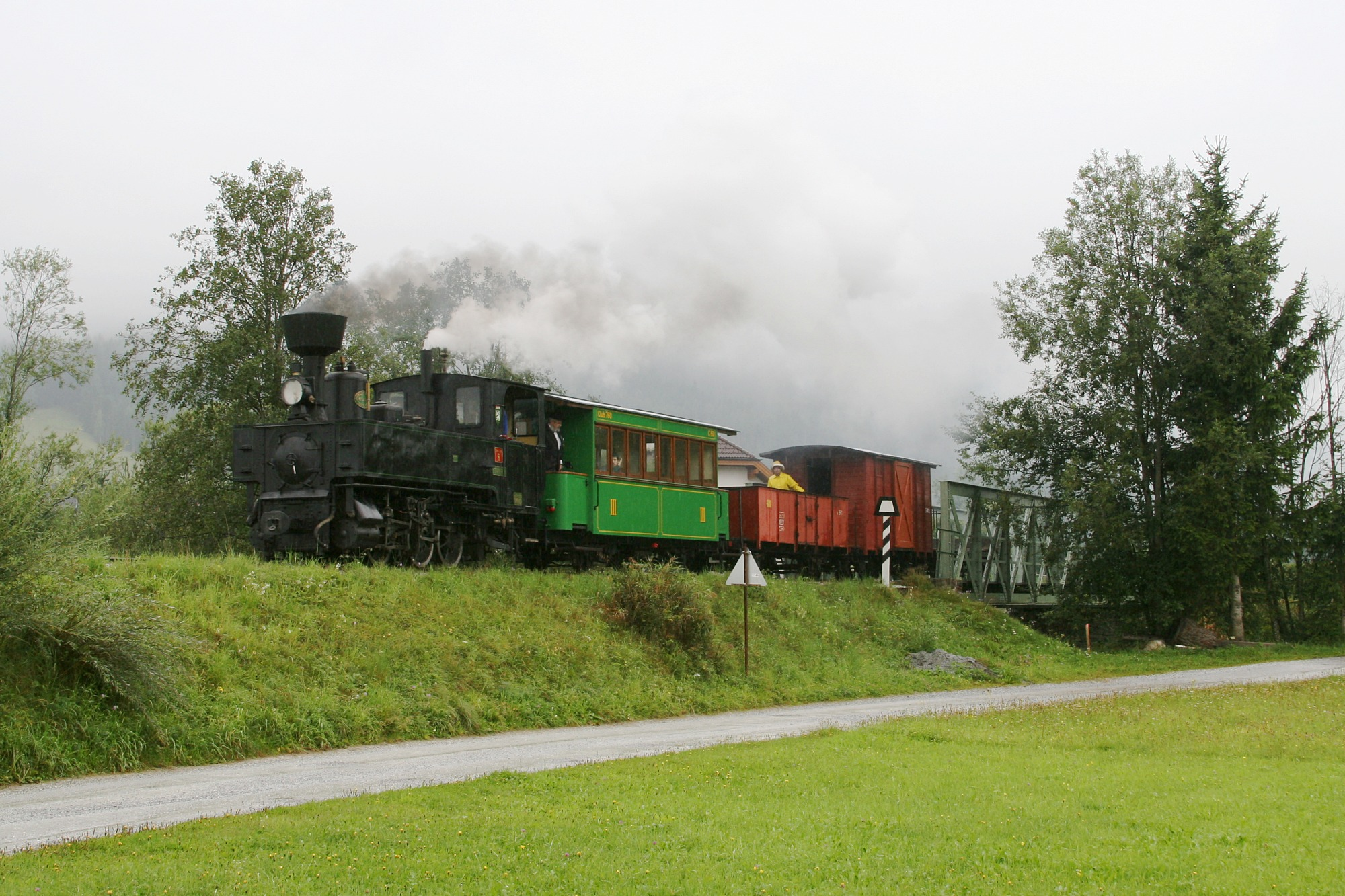
StLB 6 mit einem Fotogüterzug

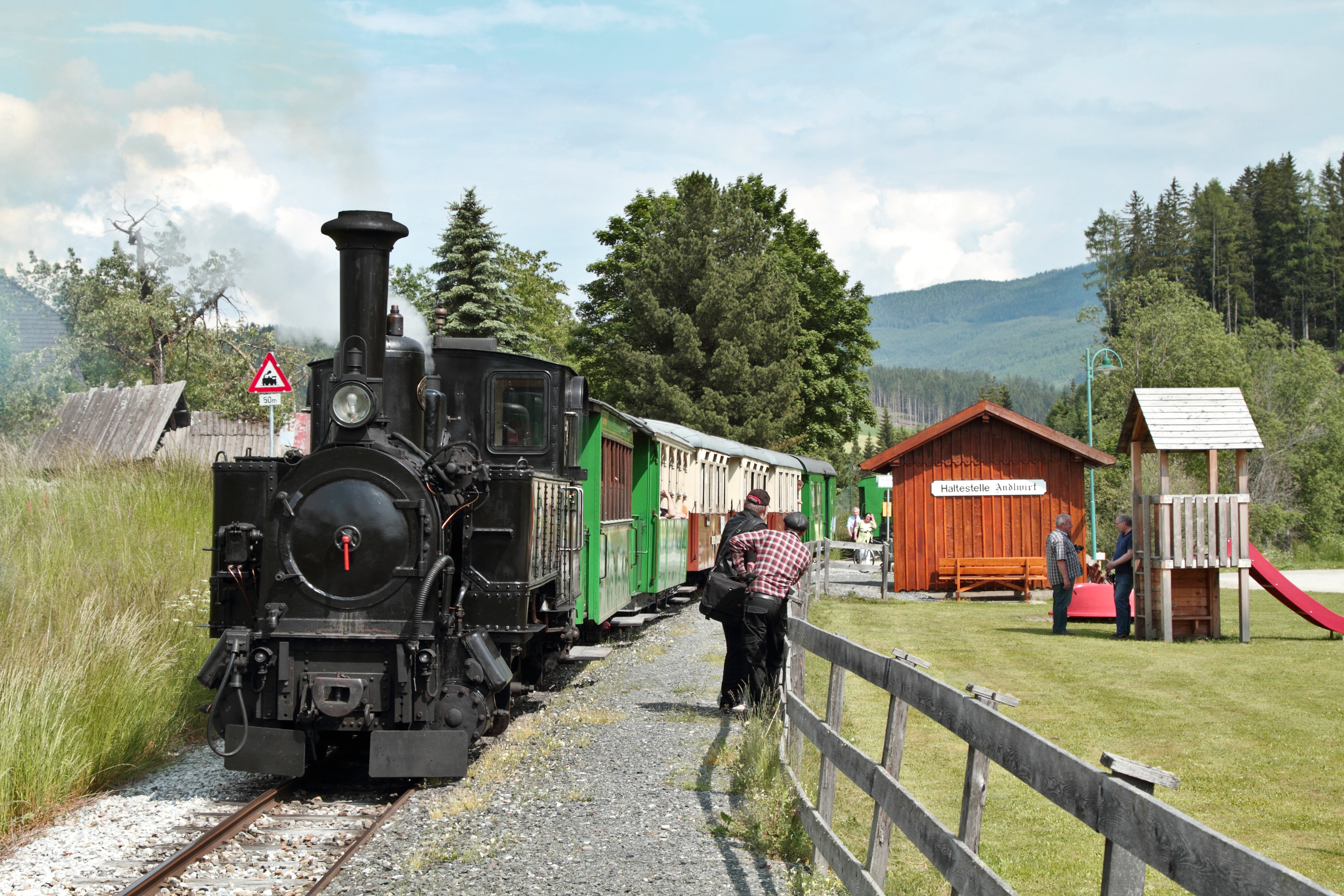
Zug mit SKGLB 12 in der Haltestelle St. Andrä-Andlwirt

Wie die Murtalbahn ist die Taurachbahn als deren historisches oberes Ende eine eingleisige Schmalspurbahn mit einer Spurweite von 760 mm.
Die Strecke beginnt am Bahnhof Mauterndorf und verläuft entlang der Südlichen Taurach über die Haltestelle Gröbendorf zum Bahnhof Mariapfarr. Von dort führt die Trasse weiter zur Haltestelle Lintsching und zum Haltepunkt St. Andrä-Andlwirt, welcher den Endpunkt des Personenverkehrs bildet. Zur Taurachbahn gehört jedoch noch ein weiteres Teilstück bis Streckenkilometer 65,650 der Murtalbahn. In diesem Abschnitt liegt eine Abzweigung, welche unter Ausnützung eines leichten Gefälles zum Stürzen der Züge benützt wird. Auch dient dieser Abschnitt zum gegenseitigen Austausch von Fahrzeugen.
Der Bahnhof Tamsweg wird im planmäßigen Touristenverkehr wegen der von den Steiermärkischen Landesbahnen dafür geforderten Gebühren nicht angefahren; es fahren aber Sonderzüge von Mauterndorf über Tamsweg auf die Murtalbahn durch.

### Anlagen
Bahnhöfe mit mehreren Gleisen befinden sich in Mariapfarr und in Mauterndorf, wo auch ein Heizhaus mit Werkstätte und eine 1999 in Betrieb genommene, mit Hilfe einer EU-Förderung errichtete Wagenhalle stehen.
Nach Mariapfarr wird die Taurach, bei Lintsching der Lignitzbach, nach St. Andrä der Göriachbach und der ehemalige Verlauf der Landesstraße L 222 sowie in Wölting der Lessachbach mit Brücken überquert.
Die Kreuzungen der Bahn mit der Landesstraße B  beim Bahnhof Mariapfarr sowie mit der Landesstraße L 248 bei der Haltestelle Lintsching sind durch Bahnschranken gesichert, die vom Zugpersonal händisch geschlossen und wieder geöffnet werden müssen. Des Weiteren gibt es viele Niveauübergänge mit Feldwegen und Gemeindestraßen, welche durch Geschwindigkeitsbeschränkungen, Andreaskreuze und/oder Stopptafeln gesichert sind.

## Eisenbahnmuseum Frojach

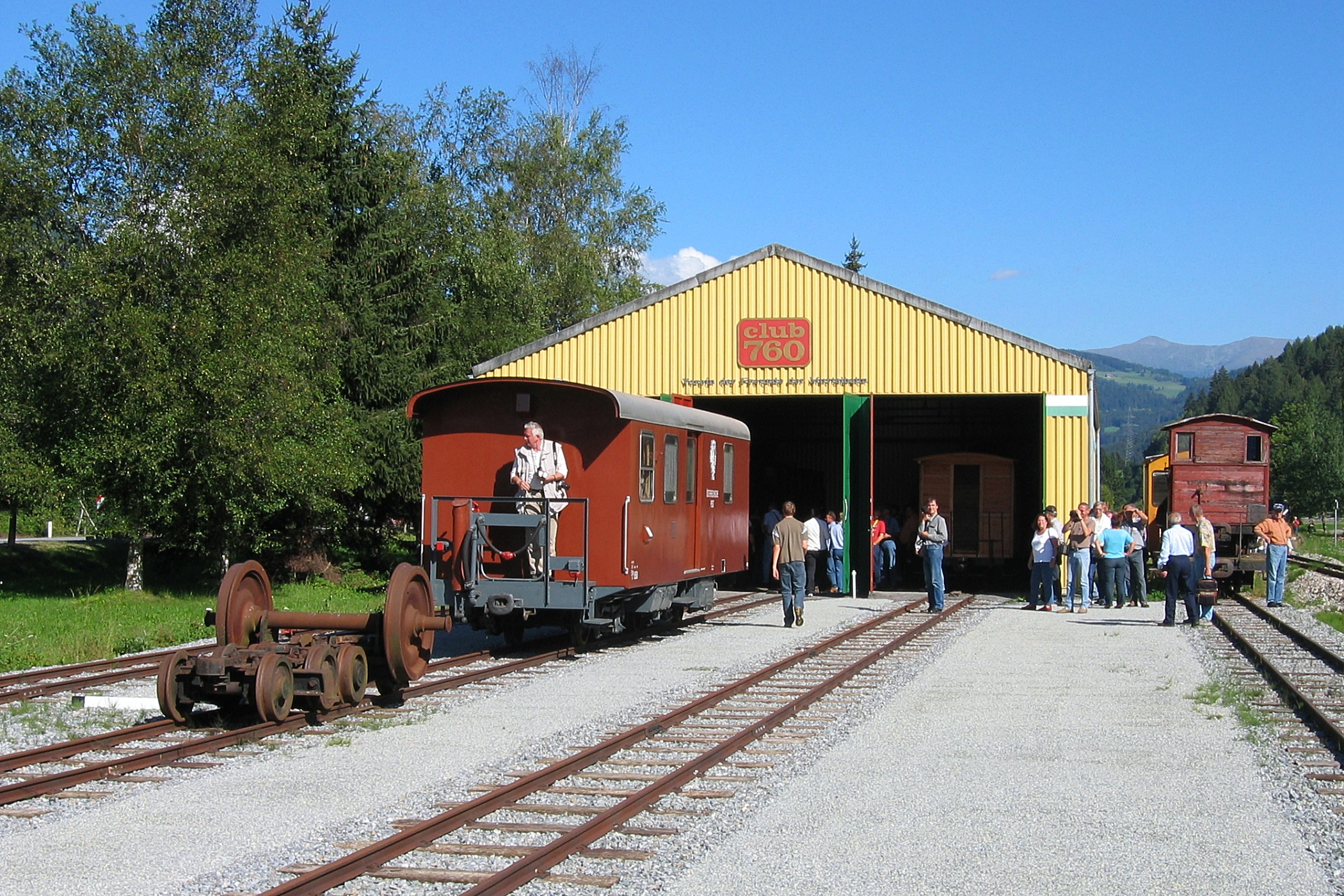
Das Eisenbahnmuseum Frojach, davor der Postwagen der Mariazellerbahn

Um für die wachsende Fahrzeugsammlung eine geschützte Abstellmöglichkeit zu schaffen, wurde im Jahr 1977 ein Grundstück in Frojach – etwa auf halbem Wege zwischen Unzmarkt und Murau gelegen – gepachtet. Im Frühjahr des folgenden Jahres begann die Errichtung der Abstellhalle in Stahlbauweise mit drei Gleisen von je 29 m Länge. Die Gleisanlage des Museums ist an die Murtalbahn angeschlossen und besteht aus 380 m Gleis und drei Weichen.
Mit der Einweihung der Halle am 24. September 1978 konnten die bisher in Murau im Freien abgestellten Fahrzeuge in ihr neues Domizil verlegt werden. In den ersten Betriebsjahren der Taurachbahn bis zur Fertigstellung der Abstellhalle in Mauterndorf überwinterten die dort eingesetzten Fahrzeuge in Frojach. Im Jahr 2012 waren dort fünf Dampflokomotiven und ein Postwagen untergebracht.

## Unterstützung anderer Vereine und Institutionen
Mit der Bereitstellung von Fahrzeugmaterial unterstützt der Club 760 andere Museumsbahnen. Fahrzeuge des Clubs sind beim „Flascherlzug“ von Preding-Wieselsdorf nach Stainz, bei der Pinzgauer Lokalbahn, der Zillertalbahn und der Schmalspurbahn Třemešná ve Slezsku–Osoblaha (Röwersdorf–Hotzenplotz, Tschechien) im Einsatz. Auch bei den Waldviertler Schmalspurbahnen, der Mariazellerbahn und der mittlerweile abgetragenen Thörlerbahn waren Club 760-Fahrzeuge im Einsatz. Auf der Ausstellung zum Thema „100 Jahre Schmalspurbahn in Österreich“ in Obergrafendorf im Jahr 1989 und der steirischen Landesausstellung in Knittelfeld 1999 waren Fahrzeuge des Clubs ebenfalls vertreten.

## Fahrzeugbestand

### Lokomotiven
| Taurachbahn            | Taurachbahn     | Taurachbahn | Taurachbahn       | Taurachbahn                                                        | Taurachbahn                                                              | Taurachbahn                                                    |
| Betriebsnummer         | Foto            | Baujahr     | Erwerb            | Herkunft                                                           | Einsatz/Standort                                                         | Bemerkung                                                      |
| ---------------------- | --------------- | ----------- | ----------------- | ------------------------------------------------------------------ | ------------------------------------------------------------------------ | -------------------------------------------------------------- |
| 298.56 Mariapfarr      |                 | 1900        | 1982              | NÖLB U 6, ÖBB 298.56                                               | Mauterndorf                                                              | im Einsatz                                                     |
| 699.01 Lungau          |                 | 1944        | 1973              | Heeresfeldbahn HF160D, ÖBB 699.01                                  | Mauterndorf                                                              | im Einsatz                                                     |
| SKGLB 12               |                 | 1906        | 2003              | SKGLB S 12, StLB, Fahrzeugmuseum Marxzell, Eisenbahnmuseum Mondsee | Mauterndorf                                                              | im Einsatz                                                     |
| StLB 6 Thörl           |                 | 1893        | 1972              | StLB 6 Thörl                                                       | Mauterndorf                                                              | im Einsatz                                                     |
| SKGLB 22               |                 | 1939        | 2016              | SKGLB 22, Zillertalbahn 4, Eurovapor, Seidensticker Aquarius C     | Mauterndorf                                                              | im Einsatz                                                     |
| CFF 764-219            |                 | 1917        | 1993              | Căile Ferate Forestiere (CFF); rumänische Waldbahnen               | Mauterndorf                                                              | im Einsatz                                                     |
| SKGLB D40              |                 | 1942        | 1986              | Salzkammergut-Lokalbahn (seit 1946), StLB VL01                     | Mauterndorf                                                              | im Einsatz                                                     |
| StLB VL7               |                 | 1940        | 2017 als Leihgabe | Nassauische Kleinbahn, StLB VL7                                    | Mauterndorf                                                              | im Einsatz                                                     |
| X 101                  | Motorbahnwagen  |             | 1991              | ÖBB                                                                | Mauterndorf                                                              | im Einsatz                                                     |
| VL Braubach            |                 | 1963        | 1980              | Blei- und Silberhütte Braubach                                     | Mauterndorf                                                              | im Einsatz; Geschenk der Regionalvertretung der BRD, umgespurt |
| Museum Frojach         |                 |             |                   |                                                                    |                                                                          |                                                                |
| Betriebsnummer         | Foto            | Baujahr     | Erwerb            | Herkunft                                                           | Einsatz/Standort                                                         | Bemerkung                                                      |
| SKGLB 5                |                 | 1890        | 1982              | SKGLB 5, Bosnien, Museum Mondsee                                   | Frojach (seit 2018)                                                      | 1994–1996 aufgearbeitet, war aber nie in Betrieb               |
| SKGLB 11               |                 | 1894        | 2011              | SKGLB 11, StLB S 11, Stainzerbahn                                  | Frojach                                                                  | Aufarbeitung geplant                                           |
| Kh 111                 |                 | 1930        | 1976              | Feistritztalbahn, Murtalbahn                                       | Frojach                                                                  |                                                                |
| JŽ 97-029              |                 | 1914        | (1977)            | Bosnisch-Herzegowinische Staatsbahn Nr. IIIc5 729, JŽ 73-019       | Frojach (seit 1979)                                                      | Leihgabe des Technischen Museums Wien                          |
| KL 2 VL Witty          | Diesel-Kleinlok | 1950        | 1980              | Schwarzenbergsäge, Unzmarkt                                        | Frojach                                                                  | Nach HU seit 2009 in Frojach hinterstellt; ehem. 700 mm Spur   |
| Verliehene Lokomotiven |                 |             |                   |                                                                    |                                                                          |                                                                |
| Betriebsnummer         | Foto            | Baujahr     | Erwerb            | Herkunft                                                           | Einsatz/Standort                                                         | Bemerkung                                                      |
| JŽ 1932                |                 | 1946        | 1982              | Jugoslovenske Železnice (JŽ)                                       | Slezské Zemské Dráhy, Krnov / Třemešná ve Slezsku–Osoblaha               | betriebsfähig seit 2009 als U 57.001                           |
| JŽ 73-019              |                 | 1913        | 1982              | Bosnisch-Herzegowinische Staatsbahn Nr. 169, JŽ 73-019             | SLB Pinzgauer Lokalbahn / Zell am See                                    | betriebsfähig seit 2015                                        |
| JŽ 83-076              |                 | 1909        | 1985              | Jugoslovenske Železnice (JŽ)                                       | Zillertalbahn / Jenbach                                                  | betriebsfähig seit 1994 als ZB 4III                            |
| 2091.03                |                 | 1936        | 1990              | ÖBB                                                                | bis 30.09.2024: SLB Pinzgauer LokalbahnWaldviertler Schmalspurbahnverein | betriebsfähig                                                  |

### Wagen
| Taurachbahn    | Taurachbahn | Taurachbahn | Taurachbahn                         | Taurachbahn | Taurachbahn                                                                   |
| Betriebsnummer | Baujahr     | Erwerb      | Herkunft                            | Standort    | Einsatz                                                                       |
| -------------- | ----------- | ----------- | ----------------------------------- | ----------- | ----------------------------------------------------------------------------- |
| Bi 37          | 1906        | 1970        | BBÖ 325, ÖBB 3625                   | Mauterndorf | in Betrieb                                                                    |
| Bi 38          | 1925        | 1970        | SKGLB 563, ZB 22                    | Mauterndorf | in Betrieb                                                                    |
| Bi 39          | 1892        | 1984        | ÖBB 3722, ÖBB 97201                 | Mauterndorf | in Betrieb als Barwagen                                                       |
| C 60           | 1892        | 1974        | StLB Ci 202                         | Mauterndorf | in Betrieb                                                                    |
| Bi 45          | 1904        | 1995        | SGA B3 145                          | Mauterndorf | in Betrieb (Sommerwagen)                                                      |
| Bi 46          | 1904        | 1995        | SGA B3 145                          | Mauterndorf | in Betrieb (Sommerwagen), 2019 an Murtalbahn                                  |
| D 83           | 1894        |             | StLB D 83                           | Mauterndorf | in Betrieb (Dienstwagen)                                                      |
| C/s 501        | 1894/2014   |             | StLB/SKGLB                          | Mauterndorf | in Betrieb, Neubau auf Fahrgestell und Rahmen eines Ex-Murtalbahn-Güterwagens |
| C/s 504        | 1894/2014   |             | StLB/SKGLB                          | Mauterndorf | in Betrieb, Neubau auf Fahrgestell und Rahmen eines Ex-Murtalbahn-Güterwagens |
| C/s 555        | 1894/2014   |             | StLB/SKGLB                          | Mauterndorf | in Betrieb, Neubau auf Fahrgestell und Rahmen eines Ex-Murtalbahn-Güterwagens |
| C/s 559        | 1894/2014   |             | StLB/SKGLB                          | Mauterndorf | in Betrieb, Neubau auf Fahrgestell und Rahmen eines Ex-Murtalbahn-Güterwagens |
| Ca/s 656       | 1928        | 2016        | SKGLB Ca/s 656, StLB Ba 74          | Mauterndorf | in Betrieb, Renovierung und Hauptuntersuchung 2016–17                         |
| G 61           | 1894        |             | StLB G 157                          | Mauterndorf | in Betrieb (Ausstellungsraum, Verstärkungswagen), gedeckter Güterwagen        |
| Museum Frojach |             |             |                                     |             |                                                                               |
| Betriebsnummer | Baujahr     | Erwerb      | Herkunft                            | Standort    | Einsatz                                                                       |
| F3ho 8501      | 1932        | 2000        | BBÖ PwPost 831, ÖBB 6301, F3ho 8501 | Frojach     | Post- und Packwagen Mariazellerbahn, 1966 Umbau zum Postwagen, Leihgabe       |
| Stainzerbahn   |             |             |                                     |             |                                                                               |
| Betriebsnummer | Baujahr     | Erwerb      | Herkunft                            | Standort    | Einsatz                                                                       |
| Bi 31          |             |             |                                     | Stainz      | in Betrieb                                                                    |
| Bi 32          |             |             |                                     | Stainz      | in Betrieb                                                                    |
| Bi 33          |             |             |                                     | Stainz      | in Betrieb                                                                    |
| Bi 34          |             |             |                                     | Stainz      | in Betrieb                                                                    |
| Bi/s 47        |             |             |                                     | Stainz      |                                                                               |
| Bi/s 48        |             |             |                                     | Stainz      |                                                                               |

Zur Stainzerbahn kamen 2015 auch die beiden vierachsigen Personenwagen Bi/5 47 und Bi/5 48. Diese Wagen stammen aus Beständen der ehemaligen Heeresfeldbahn, aus einer 1940 bis 1943 gebauten Serie von sechs Stück, die von den Österreichischen Bundesbahnen übernommen worden waren und (renoviert 1963/65) auf deren Schmalspurbahnen eingesetzt wurden. Sie waren vom Linke-Hoffmann-Waggonbau in Deutschland gebaut, wiegen 13,5 Tonnen und sind mit Standheizung und 24-Volt-Beleuchtungsanlage ausgestattet. Anfang 1997 kamen sie zum Club 760 und fuhren ab 1998 auf der Taurachtalbahn.